# Sargentia
Sargentia es un género con tres especies de plantas de flores perteneciente a la familia Rutaceae. 

## Especies seleccionadas
- Sargentia aricocca
- Sargentia greggii
- Sargentia pringlei